# Adolf von Baeyer
Johann Friedrich Wilhelm Adolf von Baeyer (Berlín, 31 de octubre de 1835 - Starnberg, 20 de agosto de 1917) fue un químico y profesor universitario judeoalemán. 
Fue galardonado con el premio Nobel de Química en 1905, por el desarrollo de la química orgánica mediante los colorantes químicos. Fue ennoblecido por Luis II, Rey de Baviera, con el título hereditario de Caballero en 1885, que le dio el derecho de agregar la partícula nobiliaria "von" a su apellido, en reconocimiento a sus servicios a Alemania. 

## Biografía
Inicialmente estudió matemáticas y física en la Universidad de Berlín antes de trasladarse a Heidelberg, donde estudió química con Robert Bunsen.
Trabajó en el laboratorio de August Kekulé, quien ejerció mayor influencia en su formación como especialista en química orgánica, alcanzando el doctorado en Berlín en 1858. Fue becario en la Berlin Trade Academy en 1860 y profesor en Estrasburgo en 1870. En 1875 sucedió a Justus von Liebig como profesor de química en la Universidad de Múnich.

## Investigaciones científicas
Entre sus muchos logros científicos destacan el descubrimiento de la fenolftaleína, la fluoresceína y otras resinas que en la actualidad forman la base de muchos plásticos, derivados del ácido úrico como el ácido barbitúrico (1864) (el componente base de los barbitúricos), y las resinas de fenol-formaldehído.
En 1872 experimentó con el fenol, estando a punto de descubrir lo que Leo Baekeland posteriormente llamó baquelita.
Pero Baeyer es conocido, sobre todo, por haber conseguido, en los primeros meses de 1880 y tras más de diecisiete años de investigación con colorantes, la síntesis del añil, también conocido como índigo, y haber determinado su estructura molecular en 1883; pero no fue hasta 1928 cuando se determinó que la estereoquímica del doble enlace era un isómero trans y no cis como proponía Baeyer, mediante el uso de la cristalografía de rayos X.
Por este trabajo recibió la medalla Davy de la Royal Society en 1881 y en 1905 fue galardonado con el Premio Nobel de Química por el desarrollo de la química orgánica mediante los colorantes químicos.
Desde 1911, se establece la Medalla Adolf von Baeyer que se otorga anualmente.
Su nombre se refleja en varias "reacciones de nombre" como la oxidación de Baeyer-Villiger y el reactivo de Baeyer. También existe la nomenclatura de Von Baeyer en química estructural y la teoría de la cepa de Baeyer (que le otorgó el premio Nobel) de compuestos alicíclicos.
Fue elegido miembro de varias academias científicas, en 1884 de la Academia de Ciencias de Prusia y en 1885 miembro extranjero de la Royal Society.
En 2009, el cráter lunar von Baeyer recibió su nombre

## Eponimia
- El cráter lunar von Baeyer lleva este nombre en su memoria.[3]

## Sucesión de Premios Nobel
| Predecesor: William Ramsay | Premio Nobel de Química 1905 | Sucesor: Henri Moissan |

- Datos: Q57078
- Multimedia: Adolf von Baeyer / Q57078